# وعي طبقي
الوعي الطبقي هو مصطلح يستخدم في العلوم الاجتماعية والنظرية السياسية، لا سيما الماركسية، للإشارة إلى الاعتقادات التي يؤمن بها الفرد تجاه الطبقة الاجتماعية أو المرتبة الاقتصادية التي ينتمي إليها في المجتمع، وتجاه تركيب تلك الطبقة ومصالحها.

## النظرية الماركسية
في حين أن المنظر الألماني كارل ماركس نادرًا ما استخدم مصطلح «الوعي الطبقي»، فإنه فرق ما بين «الطبقة في ذاتها»، والتي تُعرف بأنها فئة من الناس تجمعهم علاقة مشتركة بـ وسائل الإنتاج، وبين «الطبقة من أجل ذاتها» التي تُعرف بأنها طبقة منظمة في السعي الدؤوب من أجل تحقيق مصالحها.
قد يكون تعريف الطبقة الاجتماعية للشخص محددًا لإدراكه لها. فالماركسيون يعرفون الطبقات على أساس علاقاتها بوسائل الإنتاج - لا سيما إذا كانت تمتلك رأس المال. بينما يميز علماء الاجتماع غير الماركسيين بين الطبقات الاجتماعية على أساس الدخل أو المهنة أو الحالة.
مع بداية القرن التاسع عشر، بدأت فعلاً المسميات «الطبقات العاملة» و«الطبقات الوسطى» في الاستخدام بين العموم. «فلقد تطورت الأرستقراطية الموروثة القديمة، مدعومة بطبقة الأعيان الجدد الذين يعزون نجاحهم للتجارة والصناعة والمهن، لتصبح الطبقة الغنية». ولقد تشكل وعي تلك الطبقة بشكل جزئي في المدارس العامة (بالمعنى البريطاني) والجامعات. ولقد حافظت الطبقة الغنية بإصرار على السيطرة على النظام السياسي، وبهذا حالت دون تمثيل ليس فقط الطبقات العاملة ولكن الطبقات الوسطى أيضًا في العملية السياسية.”

## جورج لوكاشالتاريخ والوعي الطبقي(1923)
يتعارض الوعي الطبقي، حسب وصف جورج لوكاش في كتابه الشهير التاريخ والوعي الطبقي (1923), مع أي مفهوم فلسفي للوعي، والذي يشكل الأساس لعلم نفس الفرد أو المجموعة (انظر فرويد أو من سبقه، جوستاف لو بون). ووفقًا للوكاس، لكل طبقة اجتماعية وعي طبقي محدد يمكنها إنجازه. وفي الحقيقة، وبما يتعارض مع المفهوم الليبرالي للوعي باعتباره أساس الحرية الفردية وأساس العقد الاجتماعي، فإن الوعي الطبقي الماركسي ليس أصلاً، بل هو إنجاز (أي يجب «اكتسابه» أو الفوز به). ومن ثم لم يتأكد أبدًا: أن الوعي الطبقي في البروليتاريا هو نتيجة صراع دائم لفهم «المادية الكلية» في العملية التاريخية.
وفقًا للوكاس، كانت البرويتاريا أول طبقة في التاريخ قد حققت وعيًا طبقيًا حقيقيًا ويرجع ذلك إلى مكانتها الخاصة جدًا الموضحة في بيان الحزب الشيوعي كأنها «النفي الحي» لـ الرأسمالية. بينما تقتصر جميع الطبقات الأخرى، بما فيها البرجوازية على «وعي خاطئ» أعاقها عن فهم كلية التاريخ: بدلاً من فهم كل قوة خاصة كأنها جزء من عملية تاريخية تحديدية، فهم قاموا بجعل الطبقة كلية واعتقدوا أنها ستخلد إلى الأبد. ومن ثم لا تعتبر الرأسمالية مرحلة خاصة في التاريخ، ولكنها أصبحت أمرًا طبيعيًا ويعتقد أنها جزء ثابت وخالد في التاريخ. ويقول لوكاس هذا «الوعي الخاطئ» الذي يشكل الأيدلوجية نفسها، ليس خطأ بسيطًا مثلما هو في الفلسفة الكلاسيكية، ولكنه خداع لا يمكن نبذه.
ماركس وصف هذا في نظريته لـ شهوة السلع، التي أكملها لوكاس بمفهومه حول تجسيد: الانعزال هو ما تبع شعور العامل بالغربة في العالم عقب الحياة الجديدة التي اكتسبها بفضل منتجات أعماله. ومن ثم أدت الأيدلوجية البرجوازية المسيطرة إلى رؤية الشخص لإنجازات عمله باعتبارها تجسيدًا لحياته الخاصة. أضف إلى ذلك، يعتبر التخصص أيضًا إحدى سمات الأيدلوجية العقلانية الحديثة، التي أنشأت مجالات متخصصة ومستقلة (فنون، سياسة، علوم إلخ). ويقول لوكاس إن المنظور الشامل فقط هو الذي يمكنه بيان كيفية تداخل هذه المجالات المختلفة. وهو يشير أيضًا إلى كيف أن كانت قد أضاف إلى حدودها التعارض الكلاسيك ما بين الشكل المجرد والمادي، والمحتوى التاريخي، الذي يُدرك مجردًا كأنه غير علاقاني وطارئ. ومن ثم، في نظام كانت العقلاني، يصبح التاريخ طارئًا كليًا ومن ثم يتم تجاهله. فقط مع جدلية هيغل يمكن العثور على حالة وسطية بين الشكل المجرد والفكرة المجردة للمحتوى المادي.
حتى إذا فقد الشخص البرجوازي وجهة نظره الفردية في محاولة للإمساك بتلابيب حقيقة كلية المجتمع والعملية التاريخية، فإنه مدان بأحد أشكال الوعي الخاطئ. فبصفته الفردية، سيرى دومًا النتيجة الجمعية للأفعال الفردية كأنها أحد أشكال «القانون الموضوعي» الذي يجب أن يخضع نفسه بها (لقد تجاوزت الليبرالية الحدود عند رؤية اليد الخفية في هذه النتائج الجمعية، وبهذا تكون الرأسمالية هي الأفضل من بين جميع العوالم الممكنة). وعلى خلاف ذلك، ووفقًا للوكاس، كانت البروليتاريا هي الطبقة الأولى في التاريخ التي يحتمل أن تحقق شكلاً حقيقيًا من الوعي الطبقي، مما يمنحها معرفة كلية العملية التاريخية.
لقد حلت البروليتاريا محل Weltgeist («روح العالم») لهيغل، والتي تحقق التاريخ من خلال Volkgeist («روح الشعب»): المفهوم المثالي للروح المجردة التي تصنع التاريخ، والتي تنتهي في نطاق العقل، قد حلت محل المفهوم المادي ليس اعتمادًا على الأرواح الميثولوجية ولكن اعتمادًا على «موضوع المسألة المطابق في التاريخ»: البروليتارية. فالبروليتاريا هي كل من «موضوع» التاريخ، الذي نشأ من التكوين الاجتماعي الرأسمالي، ولكنها أيضًا «مسألة» تاريخ، ذلك أن أعمالها هي التي شكلت العالم، ومن ثم فإن معرفة ذاتها هو بالضرورة معرفة لحقيقة وكلية العملية التاريخية. فالوعي الطبقي لطبقة البروليتاريا ليس وعيًا طارئًا، فالوعي الطبقي يجب ألا يختلط مع الوعي بمستقبل الشخص والمصالح الجمعية، في مقابل المصالح الشخصية الطارئة.
تبرز إمكانية حدوث الوعي الطبقي نتيجة العملية الموضوعية للتاريخ، التي تحول البروليتاريا إلى سلعة ومن ثم فإنها تتحول إلى مسألة. وبهذا، فإن الوعي الطبقي ليس فعلاً موضوعيًا بسيطًا: "فالوعي هنا ليس الوعي بمسألة مضادة لنفسها، ولكن الوعي بالمسألة وفعل الوعي بالذات يعيق الشكل الموضوع للموضوع" (في التسجيد ووعي البروليتاريا" §3, III "وجهة نظر البروليتاريا"). بمعنى آخر، بدلاً من موضوع البرجوازية وما يقابلها من مفهوم أيديولوجي لـ الإرادة الحرة للفرد، فقد تحولت البروليتاريا إلى موضوع (سلعة) التي عندما تعي نفسها، تتحول إلى البنية الأساسية للموضوعية والتي هي الحقيقة.
هذا الدور الخاص للبروليتاريا هو نتيجة وضعها الخاص؛ ومن ثم فإن الوعي بذاتها (الوعي الطبقي) هو أيضًا، ولأول مرة، وعي للكلية (معرفة العملية التاريخية والسياسية بأكملها). فمن خلال المادية الجدلية، تفهم البروليتاريا ما يمكن أن تستوعبه البرجوازية كأنه «القانون» في مقابل قوانين الطبيعة، التي يمكن التعامل معها فقط، مثل حلم ديكارت، وليس تغييرها، فهذا في الحقيقة هو نتيجة العملية الاجتماعية والتاريخية التي يمكن السيطرة عليها. أضف إلى ذلك، أن المادية الجدلية فقط هي التي تربط بين جميع المجالات المتخصصة، والتي يمكن أن تراها العقلانية المادية كأنها مجالات منفصلة بدلاً من كونها تشكل كيانًا كليًا.
فقط البروليتاريا يمكنها فهم أن ما يسمى «قوانين الاقتصاد الخالدة» هو لا شيء في الحقيقة سوى الشكل التاريخي الذي اتخذته العملية الاجتماعية والاقتصادية في المجتمع الرأسمالي. ونظرًا لأن هذه «القوانين» هي نتاج الأفعال الجمعية للأفراد، ومن ثم أسسها المجتمع، فقد توصل ماركس ولوكاس إلى أنها تعني أنها يمكن أن تتغير. ولقد انتقد لوكاس أية محاولة لتحويل ما يسمى «القوانين» التي تحكم الرأسمالية إلى مبادئ عالمية، صالحة في جميع الأزمان والأماكن، باعتبارها شكلاً من أشكال الوعي الخاطئ.
باعتبارها "التعبير عن العملية الثورية نفسها، فإن المادية الجدلية، التي هي النظرية الوحيدة التي تستوعب كلية العملية التاريخية، هي نظرية قد تساعد البروليتاريا في "صراعها من أجل الوعي الطبقي". ورغم أن لوكاس لم يعارض الأولوية الماركسية تجاه البنية التحتية الاقتصادية مقابل البنية الفوقية الأيدلوجية (ولا ينبغي ألا نخلط بينها وبين الحتمية الاقتصادية الرائجة), فهو يرى أن هناك محلاً للصراع المستقل من أجل تحقيق الوعي الطبقي.
ومن أجل تحقيق الوحدة بين النظرية والتطبيق، لا يجب أن تميل النظرية فقط نحو الحقيقة في محاولة لتغييرها، بل يجب أن تتجه الحقيقة نحو النظرية أيضًا. وإلا تسير العملية التاريخية في مسار خاص بها، في حين يضع المنظرون نظرياتهم الصغيرة الخاصة بهم بصورة منفصلة في انتظار بعض أشكال التأثير المحتمل على العملية التاريخية. ومنذ الآن، يجب أن تتجه الحقيقة نفسها نحو النظرية، لتجعلها «تعبيرًا عن العملية الثورية نفسها». وبدورها، يجب أن تكون النظرية التي هدفها مساعدة البروليتاريا في تحقيق الوعي الطبقي «نظرية موضوعية حول الوعي الطبقي». بيد أن النظرية في حد ذاتها ليست كافية، وستعتمد حتمًا على صراع البشرة وصراع البروليتاريا لتحقيق الوعي: «النظرية الموضوعية للوعي الطبقي هي النظرية الوحيدة ذات الإمكانية الموضوعية».

## الانتقادات
لقد وجه غير الماركسيين بعض الانتقادات ذات الأسس المختلفة للوعي الطبقي.
يجادل الاقتصادي لودفيج فون ميزس بأن «ماركس قد خلط[] الأفكار بين الطائفة والطبقة.» ويرى ميزس أن الوعي الطبقي، وما يرتبط به من صراع طبقي، هي مفاهيم صالحة في بعض الظروف حيثما توجد الطوائف الاجتماعية المنغلقة؛ على سبيل المثال عندما تكون العبودية قانونية وبهذا يشترك العبيد في هدف عام لإنهاء حالتهم المحرومة من المنافع بالنسبة للطوائف الأخرى. ويرى ميزس «ولكن لا توجد مثل هذه الصراعات في المجتمعات حيث يتساوى جميع المواطنين أمام القانون». «ولا يوجد اعتراض منطقي يمكن تقديمه تجاه تمييز مختلف الطبقات بين الأفراد الذين يعيشون في هذه المجتمعات. فكل تصنيف ممكن منطقيًا، لكنه يستتبع حتمًا أن يتم اختيار علامة التمييز. ولكن من غير المعقول أن يصنف أعضاء المجتمع الرأسمالي وفقًا لوضعهم في إطار التقسيم الاجتماعي للعمل ثم يتم تعريف تلك الطبقات مع الطوائف التي لها مكانة في المجتمع.»
ويرى الفيلسوف ليزيك كولاكوسكي أن «نظرية الوعي الطبقي نظرية خاطئة» وأن محاولات اللينينيين الماركسيين لتقديم مفهوم الوعي الطبقي أدى بالضرورة إلى الشمولية.
ويرى عالم الاجتماع إيرنست فان دين هاج:
| وعي طبقي | One way is to say that “objectively” people have common class interests and should act according to the class struggle pattern — but that they are not always “class conscious”. They suffer from “false consciousness”. But this is (a) not true; nor would it (b) help much if it were. a) There often are conflicts among objective economic interests within a Marxian class — e.g. among workers. Conflicts occur over migration, international trade, religion or race. And workers often have objective interests in common with capitalists and in conflict with the interests of other groups of workers. Class membership is no more and possibly less decisive than say race membership in determining one's political views. If you insist on the importance of race, you may persuade people to act according to their “racial interests” for a while — as the Nazis did. If you convince people that they should act according to what you tell them are your class interests, they might. The prophecy becomes self-fulfilling. But the action comes from race or class propaganda — not from race or class as objective facts. b) Further if we assume that classes are as important as Marx thought but that people do not act accordingly, because not having read Marx, they are not class conscious – if “class consciousness” becomes independent of class membership — and if class membership is neither sufficient nor necessary to bring the expected class behaviour, then social classes become one of many groups that influence man's action on some occasions. This would be a correct theory. But the distinctive point of Marxian theory is that class membership is decisive in determining most and particularly political actions. This is patently wrong. | وعي طبقي |